# Manto

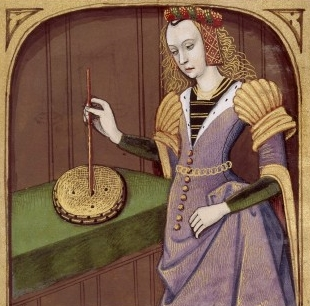
Manto in einer Handschrift von Giovanni Boccaccios De mulieribus claris aus dem 15.–16. Jahrhundert. BNF, Français 599, Folio 25v

In der griechischen Mythologie war Manto (altgriechisch Μαντώ Mantṓ) die Tochter des blinden Sehers Teiresias und besaß selbst die Gabe der Prophetie.
Im Epigonenkrieg wurden Manto und ihr Vater als Kriegsbeute nach Delphi gebracht. Apollon sandte sie nach Kleinasien, wo sie bei Kolophon das Orakel des Apollo von Klaros gründete. Dort heiratete sie den Kreter Rhakios und wurde Mutter des Sehers Mopsos, der möglicherweise von Apoll gezeugt worden war und den Seher Kalchas in einem Wettstreit schlug, woraufhin Kalchas starb.
Bei Euripides wird erzählt, sie habe den noch wahnsinnigen Muttermörder Alkmaion geheiratet und ihm Amphilochos und Tisiphone geboren.
Nach einer anderen Überlieferung ging sie nach Italien und gebar dort dem Tiberinus, dem Flussgott des Tiber den Ognus, der Mantua (italienisch Mantova) gründete und nach ihr benannte.
In einer dritten Überlieferung wurde Mantua nach Manto, einer Tochter des Herakles benannt.
In einer kurzen Schlüsselszene der „Klassischen Walpurgisnacht“ im Faust II lässt Goethe sie als Tochter Äskulaps auftreten. Bekannt wurde das Zitat: „Den lieb ich, der Unmögliches begehrt.“